# 卡默珠母麗魚
卡默珠母麗魚，為輻鰭魚綱鱸形目隆頭魚亞目慈鯛科的其中一種，分布於南美洲Oyapock及Approuague河流域，體長可達12公分，棲息在沙石底質的河川中底層水域，生活習性不明，可作為觀賞魚。

## 擴展閱讀
維基物種上的相關：卡默珠母麗魚